# 孫宗彭
孫宗彭（1895年9月—1972年7月30日），字稚蓀，或作穉蓀，江蘇無錫人，梅庵派第二代琴人。曾創建浙江大學藥學系、擔任復旦大學生物系等多校教授。

## 生平

### 早年
孫宗彭家境貧寒，小學畢業後去當學徒，後考上浙江吳興的東吳大學海島中學。1917年就讀南京高等師範學校農業專修科，和徐立孫同班，並從王燕卿學琴。1922年刊行的《晨風廬琴會記錄》中的琴侶通訊中記有他和徐立孫之名。

### 學業與事業
1920年畢業於東南大學生物系，並擔任中學生物教師，後被生物學家東南大學教授秉志延攬為助教，期間曾對南京的蜥蜴做過研究。1926年獲洛克菲勒基金會獎學金赴美國賓夕法尼亞大學攻讀動物生理學博士學位。曾任施貴寶公司研究員，並因多篇論文列名當時《美國科學名人錄》。
1933年受中央大學校長羅家倫之邀擔任中央大學生物系系主任。1934年發起中國動物學會。
抗戰期間任教於江蘇醫學院、湘雅醫學院、浙江大學生物系，1943年籌建浙江大學藥學系。1952年浙大轉型，藥學系停辦，孫宗彭調至上海醫學院，後任職於復旦大學生物系。

### 古琴
為今虞琴社成員，但甚少參加活動。曾與張子謙爭論陽關三疊一曲在當時是否適合演出。
1956年民族音樂研究所的全國琴人調查中留下搔首問天和挾仙遊二曲的錄音。
琴家吳自英曾被孫宗彭指導並深受其細膩、秀麗的風格影響。

### 晚年
在文革期間受到衝擊，妻子在被鬥爭後自盡。1972年病逝於上海。

## 著作
- 《內分泌學》，Robert H. Williams（英语：Robert H. Williams） 主編，孫宗彭等翻譯，科學出版社，1963。